# Vogtländisches Oberland
Vogtlängdische Oberland est une commune rurale de Thuringe (Allemagne), située dans l'arrondissement de Greiz et dont le siège se trouve dans le village de Pöllwitz.

## Géographie

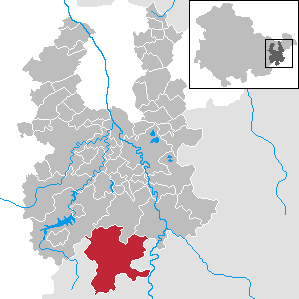
Situation de la commune (en rouge) dans l'arrondissement

Vogtländisches Oberland est située au sud de l'arrondissement, à la limite avec l'arrondissement du Vogtland (Saxe), sur le plateau du Vogtland. Le siège de la municipalité se trouve dans le village de Pöllwitz, situé à 5 km au sud-est de Zeulenroda-Triebes et à 9 km au sud-ouest de Greiz, le chef-lieu de l'arrondissement.
La commune est composée des six villages suivants : Arnsgrün (avec Büna et Eulenberg), Bernsgrün (avec Schönbrunn et Frotschau), Cosengrün, Hohndorf (avec Pansdorf et Tremnitz), Pöllwitz (avec Dobia et Wolfshain) et Schönbach.
Communes limitrophes (en commençant par le nord et dans le sens des aiguilles d'une montre) : Zeulenroda-Triebes, Langenwetzendorf, Greiz, Elsterberg, Pöhl, Plauen, Rosenbach/Vogtl. et Pausa.

## Histoire

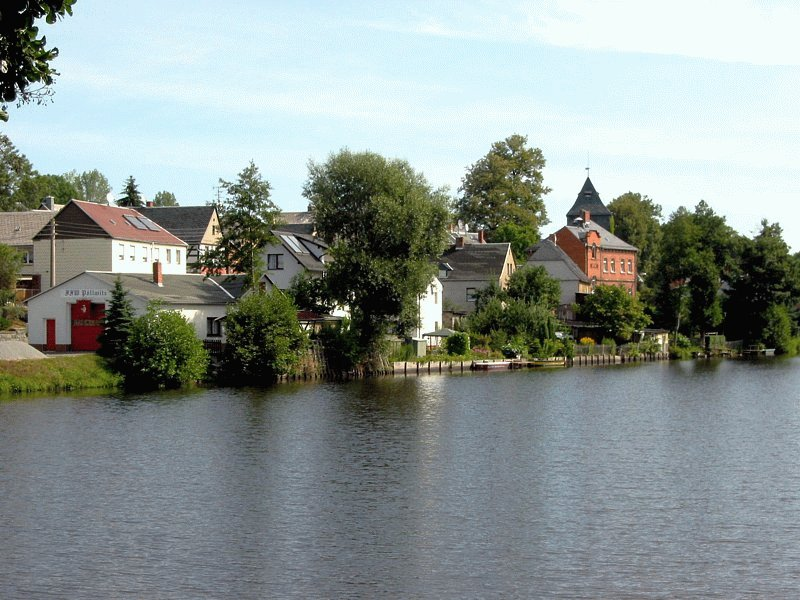
Vue du village de Pöllwitz

La première mention écrite du village de Pöllwitz date de 1340. Cossengrün est signalé en 1394 et obtient le droit de marché en 1715, Schönbach apparaît an 1365.
La plupart des villages de Vogtländisches Oberland a fait partie de la principauté de Reuss branche aînée (cercle de Greiz), cependant, Pöllwitz était partagé avec la principauté de Reuss branche cadette (cercle de Gera), les deux villages se sont unis en 1919. À partir de 1920, ils ont tous été incorporés au nouveau land de Thuringe dans l'arrondissement de Greiz.
À l'époque de la République démocratique allemande, une grande partie de la forêt de Pöllwitz était interdite car transformée en zone militaire (champ de manœuvres).
La commune de Vogtländisches Oberland est née le 1er juillet 1999 de l'union des anciennes communes de Pöllwitz, Bernsgrün, Arnsgrün, Cossengrün, Hohndorf et Schönbach qui faisaient partie jusque-là de la communauté d'administration de Vogtländisches Oberland. En 2006, un projet d'union avec la commune voisine de Langenwwetzendorf a échoué.

## Démographie
Commune de Vogtländisches Oberland dans ses dimensions actuelles :
| 1910   | 1933  | 1939  | 1997  | 2000  | 2005  | 2010  |
| ------ | ----- | ----- | ----- | ----- | ----- | ----- |
| 3 857, | 4 127 | 4 064 | 3 299 | 3 283 | 3 107 | 2 890 |

## Communications
La commune est traversée par les routes régionales L2346 et L2342.
- L2346 : Zeulenroda-Pöllwitz-Arnsgrün ;
- L2342 : Mehltheuer-Bernsgrün-Arnsgrün-Hohndorf-Elsterberg.

La route nationale B92 Greiz-Plauen passe entre les villages de Schönbach et Cossengrün. La K504 relie Pöllwitz avec Dobia et Langenwetzendorf.
La route régionale L1085 Triebes-Neumühle traverse Langenwetzendorf, Daßlitz et Nitschareuth. La K500 relie Langenwetzendorf et Göttendorf et la K504 Naitschau à Erbengrün et Wellsdorf.
Les villages de Pöllwitz et Bernsgrün possèdent chacun une gare sur la ligne de chemin de fer Weida-Meltheuer.